# Тиба, Масако
Масако Тиба (яп. 千葉 真子; род. 18 июля 1976, Удзи, Киото) — японская легкоатлетка, специалистка по бегу на длинные дистанции и марафону. Выступала за сборную Японии по лёгкой атлетике во второй половине 1990-х — первой половине 2000-х годов, дважды бронзовая призёрка чемпионатов мира, чемпионка Восточноазиатских игр, трёхкратная победительница Хоккайдского марафона, участница летних Олимпийских игр в Атланте.

## Биография
Масако Тиба родилась 18 июля 1976 года в городе Удзи префектуры Киото, Япония.
Занималась бегом ещё во время учёбы в средней школе, позже представляла команды частных компаний Asahi Kasei и Toyota Industries, состояла в легкоатлетическом клубе «Сакура».
Активно выступала на соревнованиях национального уровня начиная с 1993 года, стартовала на дистанциях 3000, 5000 и 10 000 метров, побеждала на отдельных этапах эстафетных гонок экидэн.
В 1995 году отметилась выступлением на кроссовом чемпионате мира в Дареме, заняла 16 место в личном зачёте юниорок и помогла японской сборной выиграть бронзу командного зачёта.
Первого серьёзного успеха на взрослом международном уровне добилась в сезоне 1996 года, когда вошла в основной состав японской национальной сборной и благодаря череде удачных выступлений удостоилась права защищать честь страны на летних Олимпийских играх в Атланте. В программе бега на 10 000 метров благополучно преодолела предварительный квалификационный этап, тогда как в решающем финальном забеге финишировала пятой.
После атлантской Олимпиады Тиба осталась в составе легкоатлетической команды Японии и продолжила принимать участие в крупнейших международных стартах. Так, в 1997 году в беге на 10 000 метров она одержала победу на Восточноазиатских играх в Пусане и стала бронзовой призёркой на чемпионате мира в Афинах — уступила здесь только кенийке Салли Барсосио и португалке Фернанде Рибейру. Также в этом сезоне выиграла Токийский полумарафон и стала второй на полумарафоне в Миядзаки.
В 1998 году финишировала четвёртой на Сиднейском марафоне (2:37:44).
В 1999 году победила на полумарафоне в Фукуоке, стала пятой на Токийском международном женском марафоне (2:29:00).
В 2001 году одержала победу на Хоккайдском марафоне (2:30:39).
В 2002 году, помимо прочего, финишировала второй на Роттердамском марафоне (2:25:11) и девятой на Чикагском марафоне (2:34:36).
На чемпионате мира 2003 года в Париже с результатом 2:25:09 завоевала в программе марафона бронзовую медаль, уступив на финише только кенийке Катрин Ндереба и соотечественнице Мидзуки Ногути. Также в этом сезоне получила серебряную награду на Осакском международном женском марафоне, где её вновь обошла Мидзуки Ногути — при этом установила свой личный рекорд в данной дисциплине, показав время 2:21:45.
В 2004 году вновь выиграла марафон Хоккайдо, стала второй на марафоне Осаки, четвёртой на марафоне Токио, была лучшей на марафоне в Боулдере в США.
В 2005 году в третий раз победила на Хоккайдском марафоне (2:25:46), показала третий результат на Чикагском марафоне (2:26:00).
Пыталась выиграть Хоккайдский марафон и в 2006 году, но на сей раз с результатом 2:48:58 расположилась в итоговом протоколе на 11 строке. Участвовала также в Наганском марафоне, однако здесь сошла с дистанции и не показала никакого результата.